# Foster Nunatak
Foster Nunatak är en nunatak i Antarktis. Den ligger i Östantarktis. Australien gör anspråk på området. Toppen på Foster Nunatak är 124 meter över havet.
Terrängen runt Foster Nunatak är platt åt sydväst, men åt nordost är den kuperad.  Trakten är obefolkad. Det finns inga samhällen i närheten. 